# 1919 en Grèce
Chronologie de la Grèce
- 1915
- 1916
- 1917
- 1918
- 1919
- 1920
- 1921
- 1922
- 1923

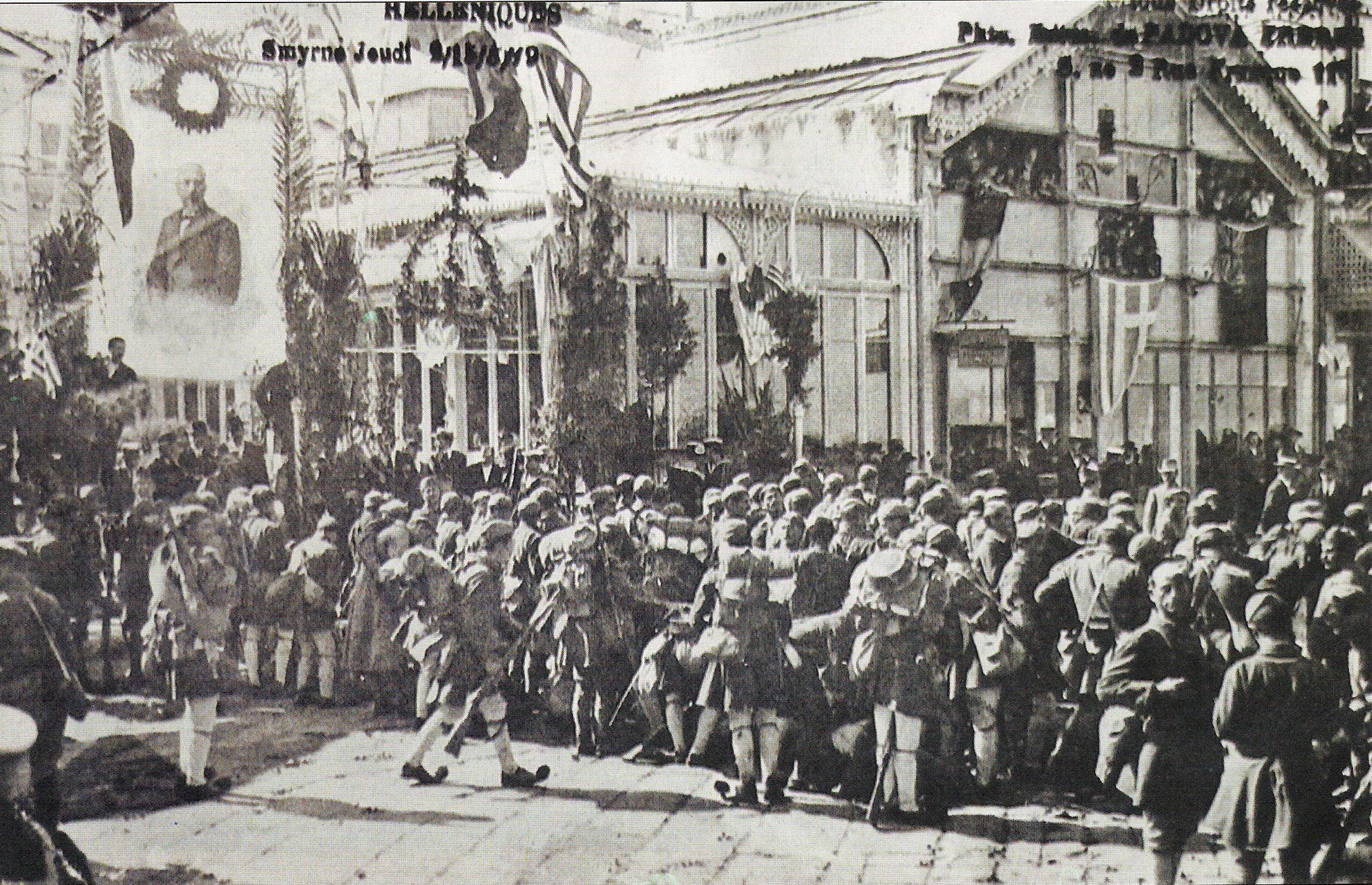
Les evzones grecs stationnés à Smyrne (Izmir) alors que la population grecque les accueille dans la ville (15 mai 1919).

Cette page concerne les évènements survenus en 1919 en Grèce  :

## Évènement
- Génocide grec pontique (1916 - 1923)
- mai : Début de la guerre gréco-turque (1919-1922)
  - 15 mai : Occupation de Smyrne par la Grèce
  - 16-17 mai : Affrontements d'Urla (en)
  - 15 juin-20 juin : Bataille de Tellidede (en) (victoire grecque)
  - 16 juin : Raid sur le Malgaç (en)
  - 20-21 juin : Raid sur Erbeyli (en)
  - 20-21 juin : Raid sur Erikli (en)
  - 25-26 juin : Bataille de Bergama (en)
  - 27 juin-4 juillet : Bataille d'Aydin (en) (victoire grecque)

## Sport
- Création de club de sport : Panathinaikos Athletics (en), Association des clubs de football d'Athènes et du Pirée (en)

## Création
- 32e Brigade des Marines (en)
- 50e Brigade d'infanterie mécanisée (en)
- Conservatoire hellénique
- Division de Smyrne (en)
- Garde côtière hellénique
- I Kathimeriní, quotidien

## Dissolution
- Banque de Crète (1899-1919) (en)

## Naissance
- Adamántios Androutsópoulos, avocat, professeur et Premier ministre.
- Grigóris Grigoríou, réalisateur.
- Marguerite Libéraki, écrivaine, dramaturge et scénariste.
- Geórgios Papadópoulos, militaire, Premier ministre et Président.
- Andréas Papandréou, Premier ministre.

## Décès
- Spyrídon Lámpros,  enseignant, chercheur, universitaire et Premier ministre.
- Evgénios Zalokóstas (el), diplomate.